# 吉田賢輔
吉田 賢輔（よしだ けんすけ、1838年（天保9年） - 1893年（明治26年）10月19日）は、幕末の儒者、幕臣、慶應義塾長。明治期の官僚、教育者、啓蒙者。名は彦信、竹里と号し、賢輔は通称である。

## 経歴
武蔵国江戸（江戸下谷向原柳御徒町）に幕府徒士・吉田定八郎の子として生まれる。
田辺石庵について程朱の学を修めた後、古賀茶渓に師事。また、添川廉斎に漢学を学んだ。万延元年（1860年）12月に蕃書調所筆記方出仕となり取締を兼任。蘭英書の翻訳をすることとなる。海外の新聞を口訳するのを筆記方が筆記したのちに出版したが、これが日本における新聞の始まりといわれている。
文久2年（1862年）、外国奉行支配書記、慶応元年同支配調役並、同3年儒者勤方に任ぜられた。ここで、幕府外国奉行支配調役同僚の福澤諭吉と懇意になり、『西洋旅案内』などの著書に助力。福沢の弟子・小幡甚三郎の訳書『西洋学校規範』の校正も務める。「窮理」の別名となった「物理」という名を始めて冠したとされる『物理訓蒙』など多くの啓蒙書を執筆。
明治維新後は福澤諭吉を助け、創成期の慶應義塾の漢学教授に就任したが、後に英学を教えた。慶応4年（1868年）に『慶應義塾』を立ち上げるにあたって、福沢の盟友として指導的な役割を果たした人物である。この頃の慶應義塾は福沢、小幡篤次郎、吉田の3名が塾長兼教授の最も高い地位にあったとされ、上杉麻布邸で平田東助・内村良蔵・曽根俊虎や米沢藩の甘糟継成を指導。明治2年（1872年）5月頃より慶應義塾の英学教授を兼ねて、米沢藩医の子弟が慶應義塾に学びに来た際、渡辺洪基や足立寛と共に、樫村清徳、高橋秀松、海瀬敏、柏原求越などを教えている。
その後、尺振八、須藤時一郎らと共立学舎を創立し英学指導を行う。明治政府では紙幣頭・得能良介の発案で紙幣史編纂主任として大蔵省紙幣寮に入り、『大日本貨幣史』を編纂。文部省で『日本教育史』、『初学読本』の編修に参画。後に気象学に関する翻訳もした。
1893年（明治26年）10月19日死去。行年56歳。東京青山の教学院に埋葬されている。

## 交友関係
- 「聖書の会」にも参加し、新島襄や杉田廉卿とも親交があった。
- 田口卯吉の師でもある[4]。
- 福澤諭吉の二度目の渡米での日記に「吉賢」の名で登場する。『瘠我慢の説』を福沢が執筆した際、受取人以外では木村芥舟、栗本鋤雲に示したとされているが、吉田にも写本が送られた。[5]
- 終生古賀謹一郎とは師弟として親密で古賀が死去の際には枕元で看取った。[6]
- 依田學海と酒を通じて交流を持っていた[7]。

## 主な著書
- “西洋旅案内. 上”.   慶應義塾出版局. 2020年5月21日閲覧。慶應義塾大学メディアセンター デジタルコレクション
- 『西洋旅案内外篇』尚古堂 、1869年
- 『大日本貨幣史』 大蔵省、1883年
- 『万国開化溯源』 北沢伊八、1881年
- 『万国道中記』 須原屋伊八、1872年
- 『物理訓蒙』 吉田賢輔、1872年
- 『明治形勢一斑』 万笈閣、1878年
- 『陸地戦例新選』 懸車堂、1884年
- 『格物入門和解』 北門社、1870年
- 『近世史談. 初篇』 共立舎、1870年
- 『茶渓古賀先生行略』
- 『西洋学校軌範』尚古堂、1870年